# Varanus finschi
Varanus finschi este o specie de reptile din genul Varanus, familia Varanidae, descrisă de Böhme, Horn și Ziegler 1994. A fost clasificată de IUCN ca specie cu risc scăzut. Conform Catalogue of Life specia Varanus finschi nu are subspecii cunoscute.